# زمین سنج مودستا
زمین سنج مودستا (نام علمی: Zythos modesta) نام یک گونه از سرده زمین‌سنج‌های زیتوس است. این گونه در فیلیپین یافت می شود. پهنای بال های این گونه ۳۲ میلی متر است.